# Pycnarmon schematospila
Pycnarmon schematospila là một loài bướm đêm trong họ Crambidae.